# Оксентия
Оксентия или Оксентя (рум. Oxentea) — село в Дубоссарском районе Молдавии. Относится к сёлам, не образующим коммуну.

## География
Село расположено на высоте 36 метров над уровнем моря, на правом берегу Днестра.

## История
В советское время село было центральной усадьбой колхоза «Нистру» (до укрупнения в 1982 году — колхоз «Молдова») Дубоссарского района. В этом колхозе трудился Герой Социалистического Труда бригадир табаководческой бригады Илья Михайлович Булат.

## Население
По данным переписи населения 2004 года, в селе Оксентия проживает 2794 человека (1382 мужчины, 1412 женщины).
Этнический состав села:
| Национальность | Число жителей | Процентный состав |
| -------------- | ------------- | ----------------- |
| молдаване      | 2750          | 98.43             |
| румыны         | 33            | 1.18              |
| украинцы       | 6             | 0.21              |
| русские        | 4             | 0.14              |
| гагаузы        | 1             | 0.04              |
| Всего          | 2794          | 100 %             |